# هزاع شهاب
هزاع شهاب الحمادي (مواليد 31 يوليو 2003، لاعب كرة قدم إماراتي يجيد اللعب في الدفاع يلعب مع نادي يونايتد الإماراتي معار من نادي الوحدة.

## مسيرة اللاعب
لعب في نادي الوحدة ونادي يونايتد.